# Ercheia subumbrosa
Ercheia subumbrosa är en fjärilsart som beskrevs av Embrik Strand 1914. Ercheia subumbrosa ingår i släktet Ercheia och familjen nattflyn. Inga underarter finns listade i Catalogue of Life.